# Parteneriatul domestic
Un parteneriat domestic (numit uneori și uniune civilă, parteneriat înregistrat sau parteneriat civil) este o formă de uniune juridică menită să ghideze viața în comun a doi oameni. În unele țări, cum ar fi Franța, căsătoria civilă este o formă de uniune civilă în timp ce căsătorie religioasă nu este recunoscută de către stat. Mai multe forme de uniuni civile coexistă cu diferite contexte juridice. 
În majoritatea țărilor, o uniune civilă este, din punct de vedere legal, recunoscută ca fiind similară cu căsătoria. Începând cu Danemarca, în 1989, uniunile civile au fost legiferate în multe din țările țări dezvoltate, în scopul de a oferi cuplurilor de același sex, beneficii, și responsabilități similare cu beneficiile și responsabilitățile persoanelor de sex opus care se căsătoresc printr-o căsătorie civilă. În unele jurisdicții, cum ar fi Brazilia, Noua Zeelandă, și Uruguay, uniunile civile sunt permise și cuplurilor de sexe diferite.